# Inwestycja pobudzona
Inwestycje pobudzone, także inwestycje indukowane – inwestycje na tworzenie nowych czynników wytwórczych, mające na celu rozszerzenie mocy wytwórczych lub zmiany profilu aparatu wytwórczego. 
Ich powstanie wiąże się ściśle z ożywieniem gospodarczym. Ich pojawienie się tworzy nowy, dodatkowy potencjał produkcyjny oraz kreuje nowe strumienie popytu.